# Pernety (métro de Paris)
Pour les articles homonymes, voir Pernety.
Pernety est une station de la ligne 13 du métro de Paris, située dans le 14e arrondissement de Paris.

## Situation
La station est implantée au nord du quartier de Plaisance, sous la rue Raymond-Losserand à son intersection avec la rue Pernety, les quais étant établis entre la rue Niepce et le croisement précité. Orientée selon un axe nord-est/sud-ouest, elle s'intercale entre les stations Gaîté et Plaisance.

## Histoire
La station est ouverte le 21 janvier 1937 avec la mise en service du premier tronçon de l'ancienne ligne 14 entre Porte de Vanves et Bienvenüe (aujourd'hui Montparnasse - Bienvenüe).
Elle doit sa dénomination à sa proximité avec la rue Pernety, laquelle rend hommage au vicomte Joseph Marie de Pernety (1766-1856), général français de la Révolution et de l’Empire, qui était le propriétaire des terrains sur lesquels la voie précitée fut ouverte.
Le 9 novembre 1976, à la suite de la fusion de la ligne 14 avec l'actuelle ligne 13, la station est transférée à cette dernière, laquelle est alors prolongée par phases successives depuis son terminus sud initial de Saint-Lazare et relie dorénavant Saint-Denis - Basilique (actuelle station Basilique de Saint-Denis) au nord-est ou Porte de Clichy au nord-ouest à Châtillon - Montrouge au sud.
Dans le cadre du programme « Renouveau du métro » de la RATP, les couloirs de la station et l'éclairage des quais sont rénovés dans le courant des années 2000.
Début 2024, un chantier de 27 mois démarre afin d'aménager une sortie supplémentaire, débouchant au droit du no 14 de la rue Niepce. Il s'agit d'une mise aux normes de la station visant à réduire les temps d'évacuation des voyageurs tout en améliorant la répartition des flux entrants et sortants, en vue de l'arrivée des nouvelles rames MF 19 sur la ligne 13 à partir de 2027. 
Du 20 juillet au 31 août 2025, la station est fermée au trafic de voyageurs afin de procéder au rehaussement des quais, opération visant à permettre l'accueil du nouveau matériel MF 19 et l'installation ultérieure de portes palières dans le cadre de l'automatisation de la ligne 13. 

### Fréquentation
Selon les estimations de la RATP, la station a vu entrer 3 050 541 voyageurs en 2019, ce qui la place à la 167e position des stations de métro pour sa fréquentation sur 302,. En 2020, avec la crise du Covid-19, son trafic annuel tombe à 1 395 770 voyageurs, la reléguant alors au 185e rang des stations de métro pour sa fréquentation, avant de remonter en 2021 avec 2 173 567 entrants comptabilisés, ce qui la classe à la 162e position des stations du réseau pour sa fréquentation cette année-là,.

## Services aux voyageurs

### Accès
La station dispose de deux accès, dont une entrée principale et une sortie secondaire :
- l'accès no 1 « Rue Pernety » étant aménagé directement au rez-de-chaussée de l'immeuble du no 72 de la rue Raymond-Losserand (cas rare sur le réseau), à l'angle avec la rue Pernety ;
- l'accès no 2 « Rue Niepce », constitué d'un escalier mécanique montant agrémenté d'une balustrade en fer forgé dans le style Dervaux des années 1930, permettant uniquement la sortie depuis le quai en direction de Châtillon - Montrouge et débouchant au droit du no 56 de la rue Raymond-Losserand, à l'angle avec la rue Niepce.

Un troisième accès est en cours de construction dans cette dernière rue depuis début 2024.

Accès à la station
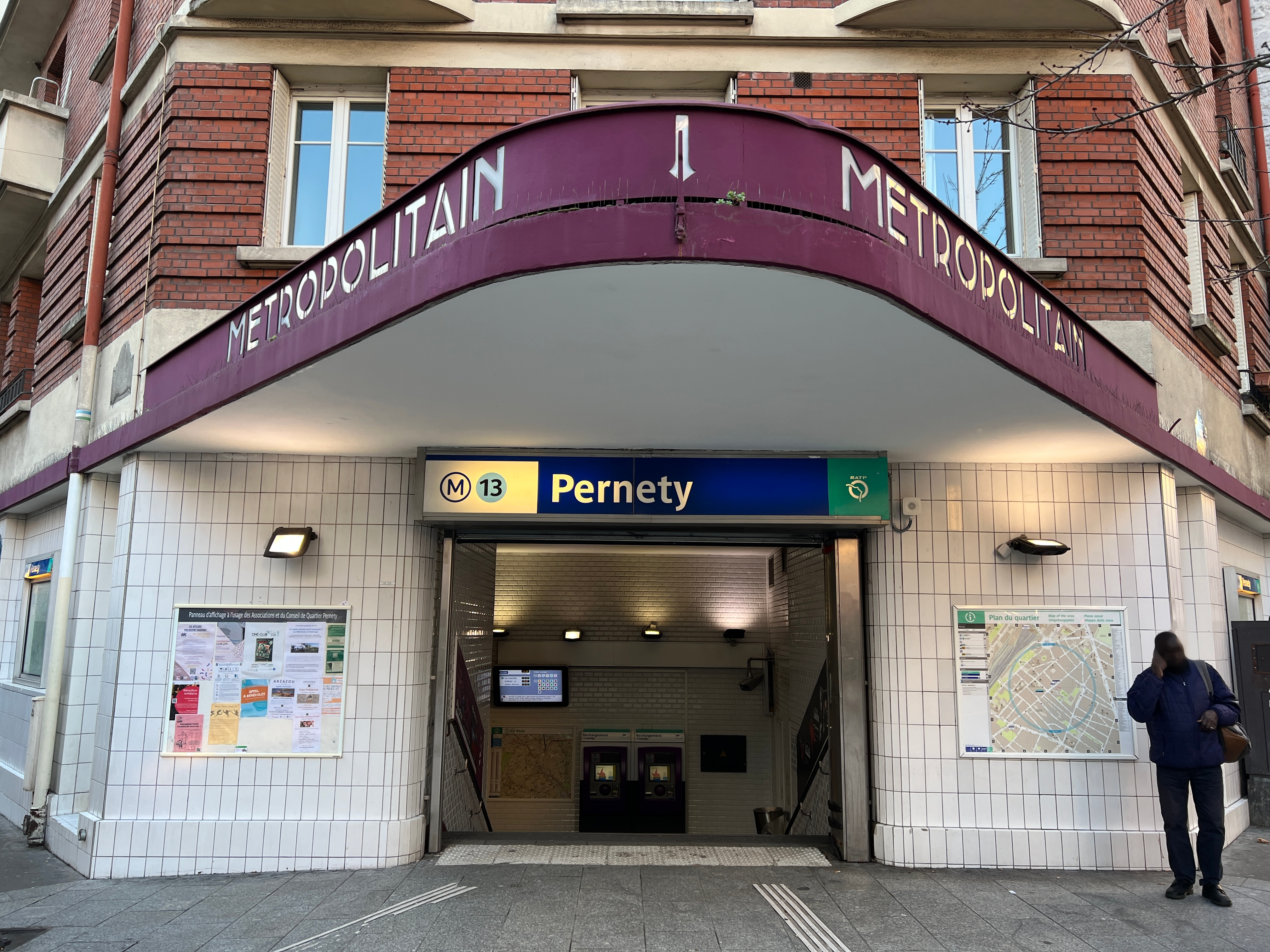
L'accès no 1, « Rue Pernety ».
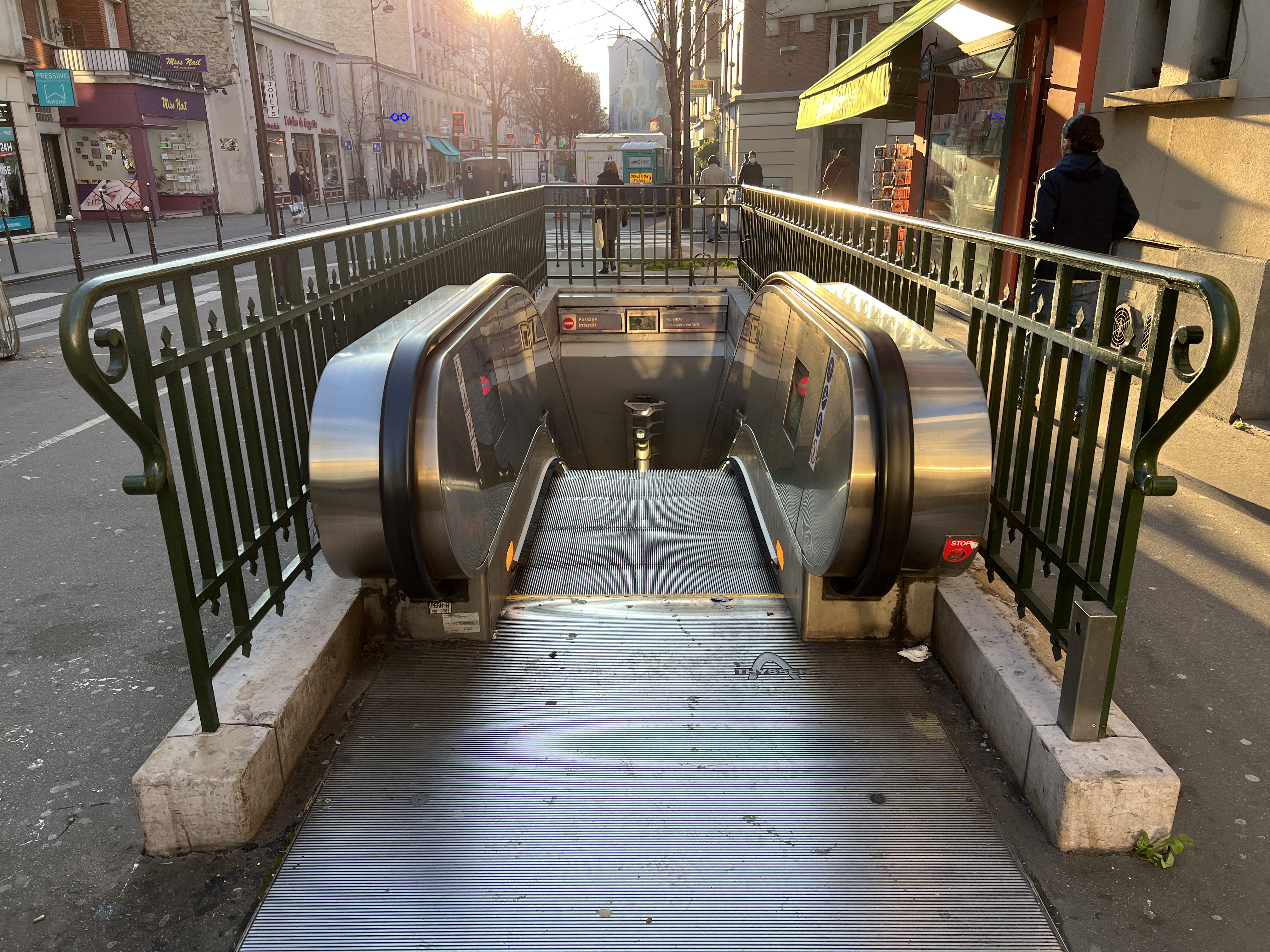
L'accès no 2, « Rue Niepce ».

### Quais

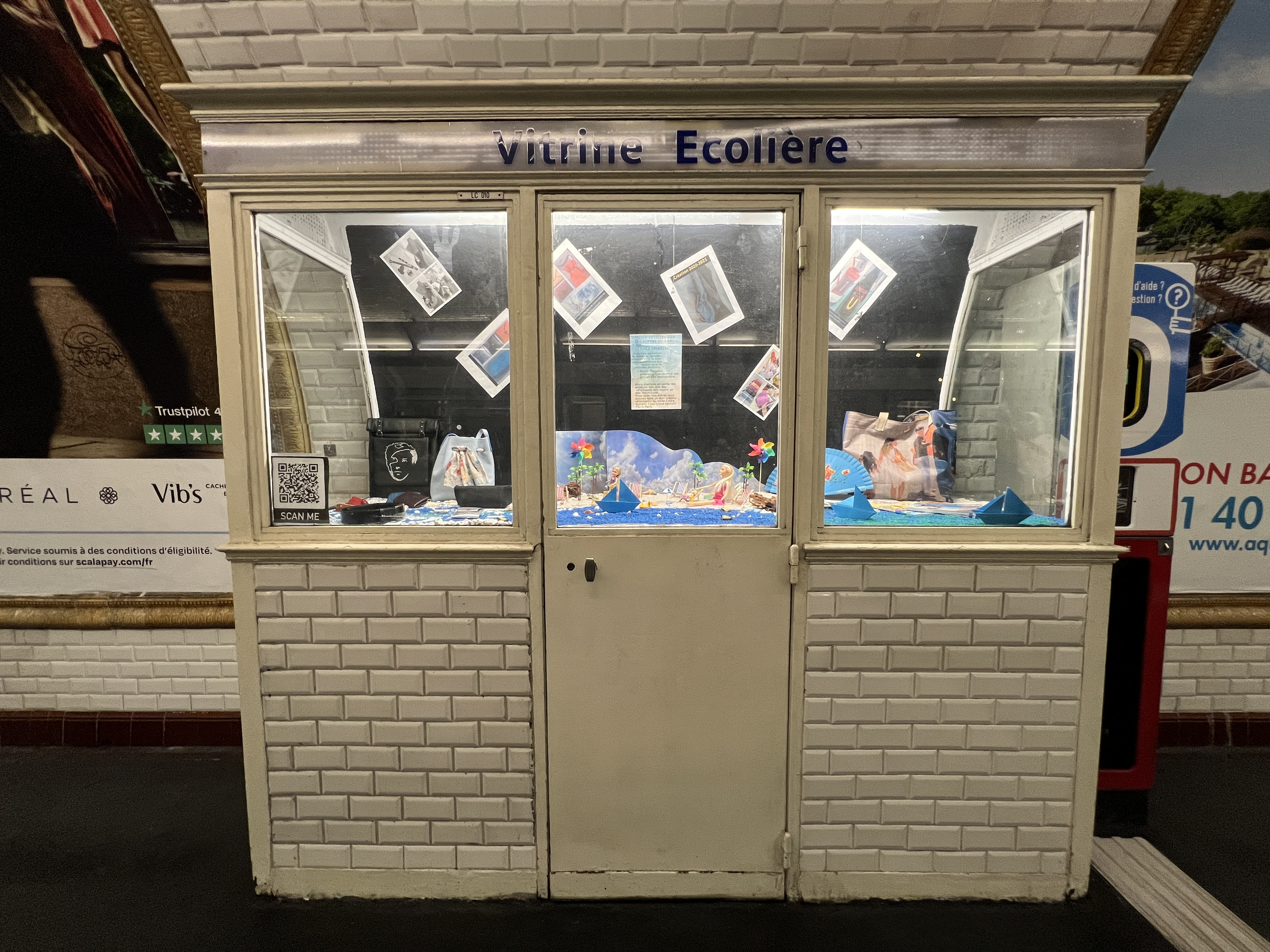
L'ancien bureau de chef de station transformé en vitrine d'exposition.

Pernety est une station de configuration standard pour le métro de Paris : elle possède deux quais, d'une longueur conventionnelle de 75 mètres, séparés par les voies du métro situées au centre et la voûte est elliptique. Elle se distingue cependant par la partie inférieure de ses piédroits qui est verticale et non courbée, conséquence de la moindre largeur de la voirie en surface. Ce profil caractéristique se retrouve, entre autres, aux stations suivantes de la même ligne en direction du sud, Plaisance et Porte de Vanves, de par leur implantation sous la rue Raymond-Losserand, large de seulement 18 mètres.
La décoration est du style utilisé pour la majorité des stations du métro : les bandeaux d'éclairage sont blancs et arrondis dans le style « Gaudin » du renouveau du métro des années 2000, et les carreaux en céramique blancs biseautés recouvrent les pieds-droits, la voûte et ainsi que les tympans. Les cadres publicitaires sont en faïence de couleur miel à motifs végétaux et le nom de la station est également incorporé dans la céramique murale, selon le style décoratif d'entre-deux-guerres de la CMP d'origine. Les sièges de style « Motte » sont blancs.
Sur le quai en direction de Saint-Denis - Université et Les Courtilles, l'ancien bureau du chef de station est utilisé comme « vitrine écolière » afin de présenter, par des photographies, les travaux réalisés par les élèves d'un établissement d'enseignement professionnel du quartier.

Quais de la station
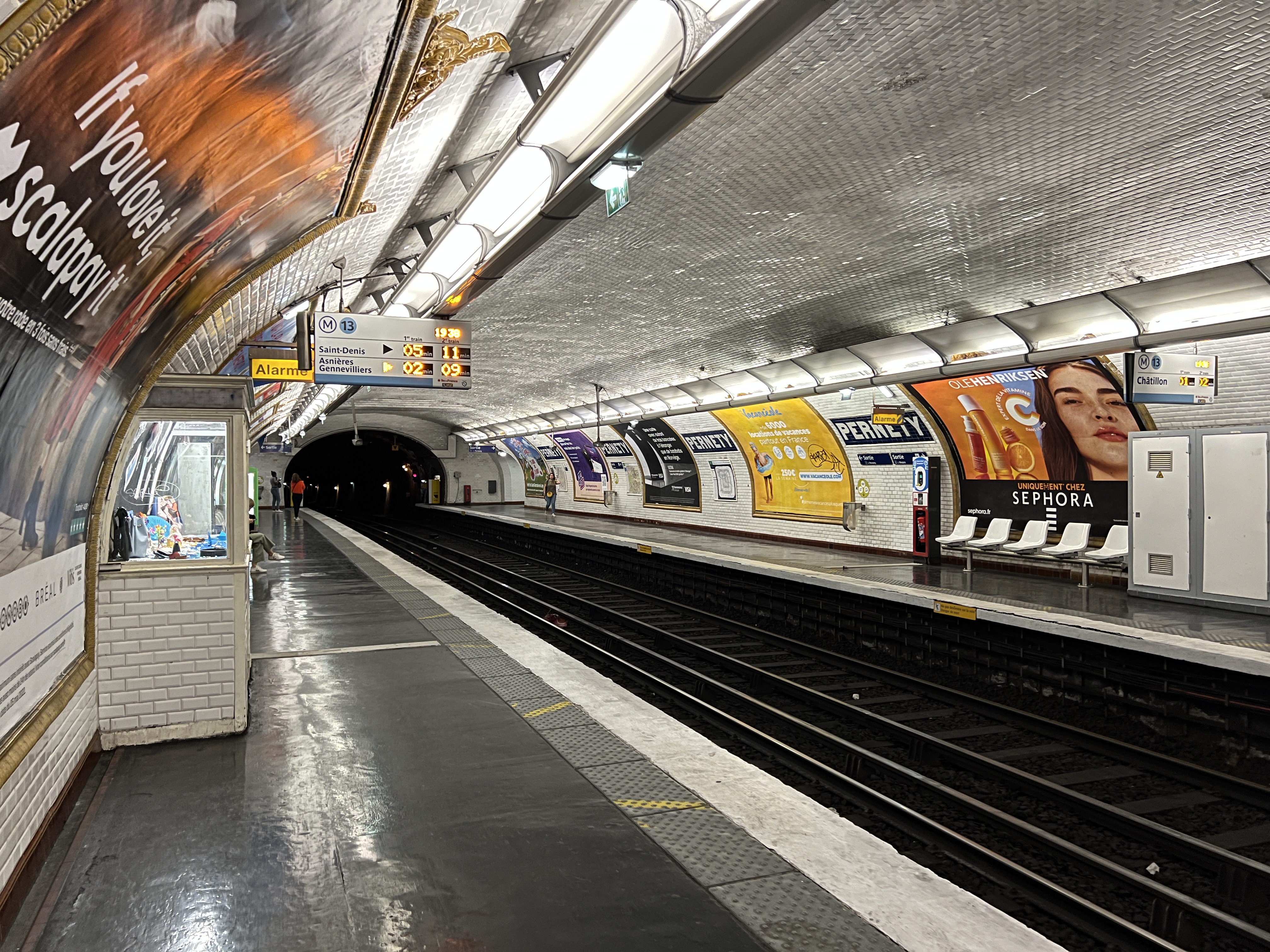
Les quais vus en direction de Châtillon - Montrouge.
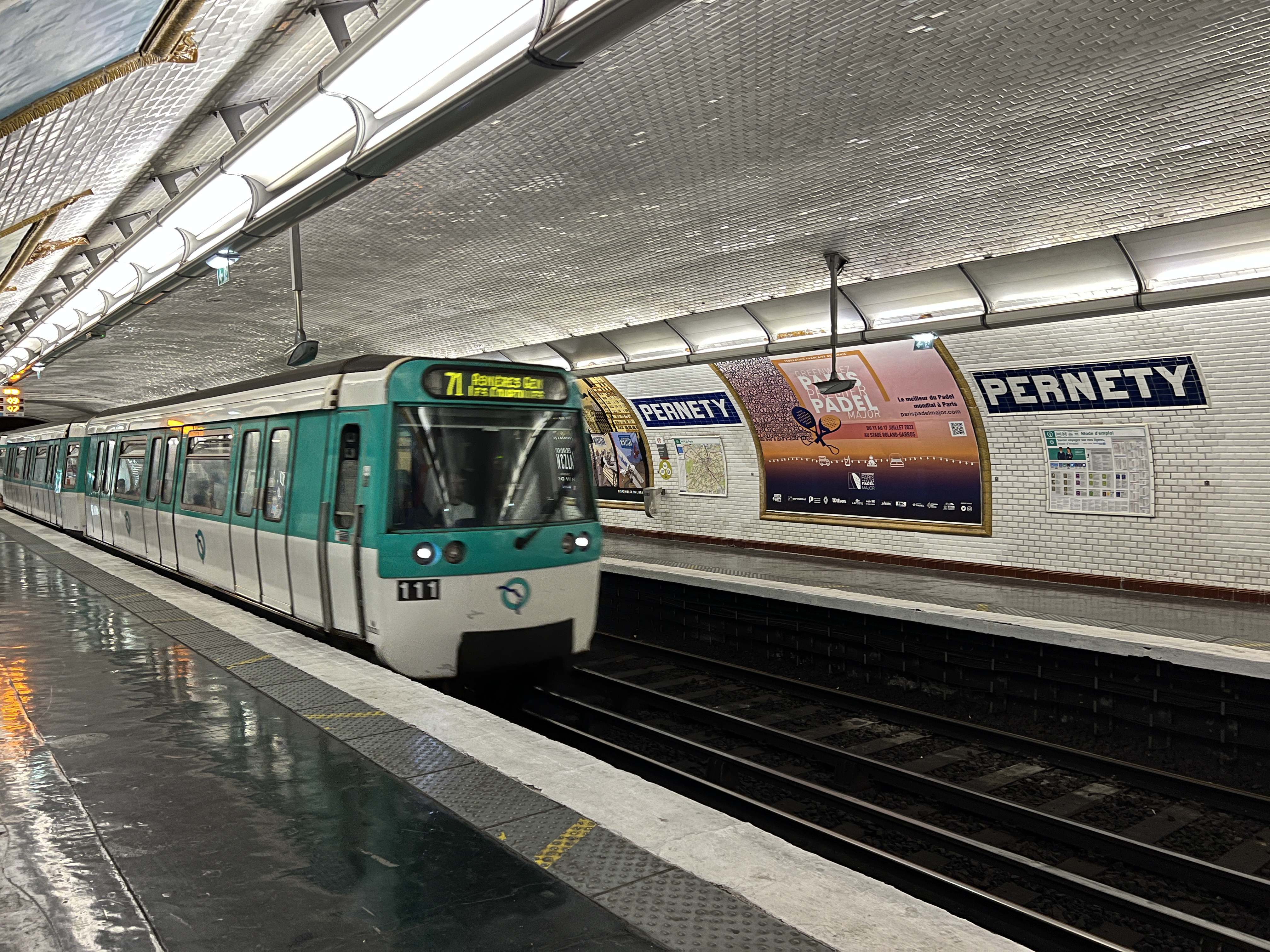
Entrée d'une rame MF 77 rénovée pour Les Courtilles.
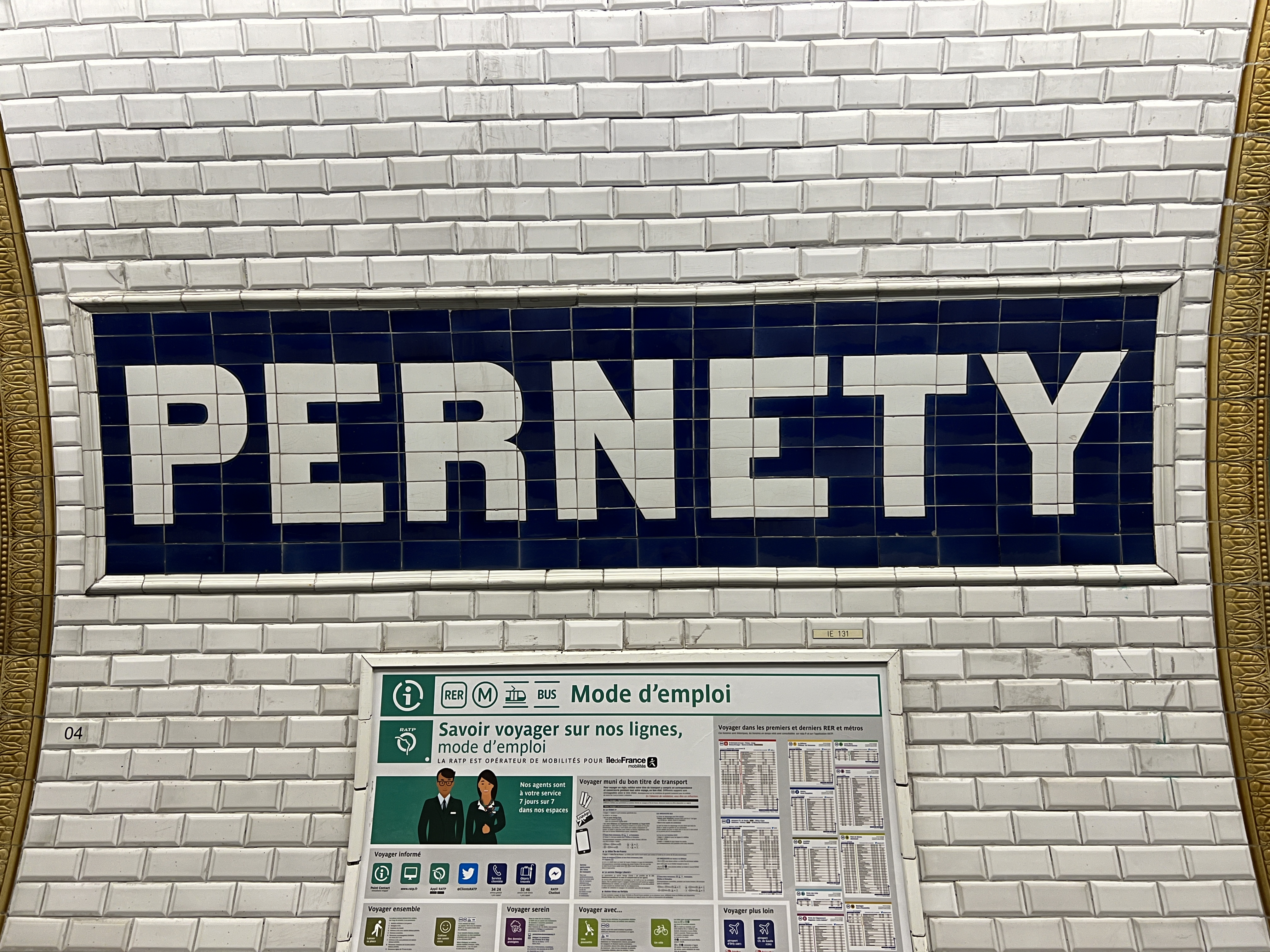
Faïence murale incorporant le nom de la station.

### Intermodalité
La station est desservie par la ligne de bus 59 du réseau de bus RATP et, la nuit, par la ligne N63 du réseau de bus Noctilien.

## À proximité
- L'Entrepôt
- Temple protestant de Montparnasse-Plaisance
- Jardin Françoise-Héritier
- ZAC Guilleminot-Vercingétorix
- Jardin du Cloître
- Jardin des Colonnes - Ricardo-Bofill
- Square du Cardinal-Wyszynski
- Square de l'Abbé-Lemire
- Square Alberto-Giacometti
- Square du Chanoine-Viollet
- Église Notre-Dame-du-Travail
- Échelles du Baroque
- Jardin du Moulin de la Vierge - Carole Roussopoulos

## Filmographie
La station constitue le décor de plusieurs séquences de films et d'un clip musical.
- 1980 : à la toute fin du film Loulou de Maurice Pialat, on voit Gérard Depardieu attendre Guy Marchand au sortir de la station.
- 2007 : des scènes du film Night and Day ont été tournées devant l'entrée de la station.
- 2013 : des scènes du film Amitiés sincères ont été tournées devant l'entrée de la station.
- 2018 : des scènes du freestyle Pistolet Rose du rappeur Alpha Wann[7].